# Leon Barański (oficer)
Leon Barański, ps. „Lew” (ur. 6 kwietnia 1918 w Charkowie) – uczestnik II wojny światowej w szeregach Wojska Polskiego II RP, Armii Krajowej i Batalionów Chłopskich, podpułkownik ludowego Wojska Polskiego, prawnik, polityk.

## Życiorys

Leon Barański (piąty od prawej) w delegacji miasta podczas wodowania statku MS Sanok 13 września 1966 w Gdańsku

Urodził się 6 kwietnia 1918 w Charkowie. Był synem Feliksa i Władysławy. W okresie międzywojennym odbywał służbę w Wojsku Polskim od 1 września 1938. Po wybuchu II wojny światowej w czasie kampanii wrześniowej walczył w szeregach 2 pułku piechoty Legionów na szlaku od Sandomierza do Przemyśla i Lwowa. Służbę zakończył 30 września 1939. Po kapitulacji zamieszkał w Krynkach, gdzie rozpoczął działalność konspiracyjną i partyzancką. Na terenie gminy Kunów był organizatorem Stronnictwa Ludowego i Batalionów Chłopskich, których był członkiem od 1940 do nadejścia frontu wschodniego. Od 1941 do 1944 pełnił funkcje dowódcy plutonu w Krynkach, od 1943 do 1944 oficera łącznikowego grup partyzanckich (w tym czasie kolportował tajną prasę). Jesienią 1944 był żołnierzem oddziału partyzanckiego Eugeniusza Fąfary ps. „Nawrot”, pełniąc funkcję adiutanta. Podczas okupacji niemieckiej nosił pseudonim „Lew”. W tym okresie m.in. skupował i transportował broń, pracował w tajnym nauczaniu w zakresie szkoły średniej, brał udział w akcjach bojowych (dywersja, sabotaż), w tym wymierzonych w niemiecką infrastrukturę, w akcji wykolejenia pociągu na trasie Skarżysko-Ostrowiec. Po bitwie pod Gruszką dokonał przeprowadzenia oddziałów Armii Ludowej i radzieckich, dowodzonych przez płk. Mieczysława Moczara z lasów kryneckich przez Krynki do lasów starachowickich.
Według jednej wersji w styczniu 1945, a według innej 15 lutego 1945 w stopniu podporucznika udał się z rejonu opatowskiego do punktu rekrutacyjnego ludowego Wojska Polskiego wskazując na swój udział w szeregach Batalionów Chłopskich i Armii Krajowej w szeregach 2 pułku piechoty Legionów AK podczas akcji „Burza”. W lutym 1945 został skierowany na I kurs dowódców batalionów w Wyższej Szkole Oficerskiej w Rembertowie, gdzie stosowano wobec niego przesłuchania w związku ze służbą w Batalionach Chłopskich. W ludowym Wojsku Polskim służył od 1945 do 1948 w stopniu majora. W strukturze Wojsk Ochrony Pogranicza od 1946 do 1947 sprawował stanowisko dowódcy Samodzielnego Batalionu Granicznego. Od maja 1946 współorganizował służbę graniczną na obszarze Bieszczadów, tworzył strażnice 38 komendy odcinka (Komańcza, Wisłok, Wola Michowa, Łupków, Radoszyce). Wielokrotnie brał udział w walkach z Ukraińską Powstańczą Armią. Podczas jednej z potyczek z bandą „Hrynia” we wrześniu 1946 został ranny w głowę. Czynną służbę w LWP zakończył 1 grudnia 1948. Później był majorem rezerwy, a następnie awansowany na stopieńpodpułkownika rezerwy. W tym stopniu został przeniesiony w stan spoczynku.
Uzyskał dyplom magistra praw. Po odejściu z wojska pozostał w Bieszczadach i zajmował stanowiska w radach narodowych. Po wojnie był członkiem Stronnictwa Ludowego, a następnie Zjednoczonego Stronnictwa Ludowego. W latach 60. przewodniczył Komisji Porozumiewawczej ZSL w Sanoku (w latach 50. jego poprzednikiem był Czesław Garbacik). W latach 60. pełnił funkcję prezesa Komitetu Powiatowego ZSL w Sanoku. W latach 60. i 70. sprawował mandat radnego Powiatowej Rady Narodowej w Sanoku (m.in. wybrany w 1965), pełniąc funkcję jej przewodniczącego i wiceprzewodniczącego. W latach 60. i 70. był zatrudniony na stanowisku zastępcy przewodniczącego Prezydium PRN w Sanoku. Jako przedstawiciel ZSL w kwietniu 1988 został członkiem Miejskiego Kolegium Wyborczego w Sanoku.
Był działaczem oddziału powiatowego w Sanoku ZBoWiD. 6 lutego 1966 wybrany zastępcą przewodniczącego sądu koleżeńskiego oddziału (powiatowego) ZBoWiD w Sanoku (w toku zmian w nomenklaturze z 1964 oddział powiatowy został zastąpiony oddziałem), ponownie 20 października 1968, 23 maja 1971 wybrany członkiem zarządu oddziału, 21 października 1973 wybrany zastępcą przewodniczącego komisji rewizyjnej oddziału miejskiego w Sanoku (działającego od 1 stycznia 1973 wskutek przekształcenia oddziału powiatowego na podstawie zmian administracyjnych). Był prelegentem z ramienia ZBoWiD. W 1976 otrzymał zaświadczenie kombatanckie.
Był autorem artykułu pt. Walki z bandami UPA, wydanego w zbiorowej publikacji Sanocjana. Materiały szkoleniowe T. 1 (Sanok, 1985). Po odejściu z pracy przebywał na rencie. Był żonaty.

## Odznaczenia
- Krzyż Kawalerski Orderu Odrodzenia Polski (1964)[29][2]
- Krzyż Walecznych walecznym na polu chwały (1961)[30][31]
- Krzyż Partyzancki (1959)[32][2]
- Srebrny Krzyż Zasługi (1959)[29][2]
- Srebrny Medal „Zasłużonym na Polu Chwały” (1945)[11]
- Medal za Warszawę 1939–1945[33]
- Medal za Odrę, Nysę, Bałtyk[33]
- Medal Zwycięstwa i Wolności 1945[2][33]
- Medal 10-lecia Polski Ludowej (1954)[3][30]
- Brązowy Medal „Za zasługi dla obronności kraju” (1966)[34]
- Odznaka Grunwaldzka[33]
- Medal „Za zasługi dla ruchu ludowego” (1986)[35]
- List pochwalny za długoletnią pracę społeczną na rzecz ZBoWiD (1980)[36]
- Wpis do Złotej Księgi ZBoWiD w Sanoku (1989)[5]
- Dyplom ZG PTTK oraz Dyplom ZO PTTK (1986)[37]
- Medal „Za zwycięstwo nad Niemcami w Wielkiej Wojnie Ojczyźnianej 1941–1945” (ZSRR)[33]
- Medal „Za wyzwolenie Warszawy” (ZSRR)[33]
- inne odznaczenia[2]

W okresie PRL wnioskowano także o odznaczenie Leona Barańskiego Krzyżem Srebrnym Orderu Virtuti Militari.